# 조제 아우미르 바호스 네투
조제 아우미르 바호스 네투(포르투갈어: José Almir Barros Neto 1985년 8월 22일 ~ )는 아우미르로 불리는 아르헨티나계 브라질 국적의 축구 선수이다.

## 축구인 경력

### 클럽 경력
브라질에서 활약하던 2008년 경남 FC로 이적하며 K리그 무대에 첫 발을 디뎠으나 3경기 만에 부상을 당하였고 이후 컨디션이 하락한 상태에서 경기에 출전하다 오래지 않아 팀을 떠났다. 이후 브라질로 복귀하여 활약하던 중 2013년 고양 Hi FC의 러브콜을 받고 한국 무대에 복귀하였다. 고양에서 알렉스와 함께 좋은 활약을 펼쳤고 시즌 종료 후엔 1부 리그인 K리그 클래식의 울산 현대로 이적하였다.
울산 이적 후 첫 시즌인 2014 시즌 잔부상과 컨디션 난조로 많은 경기에 출전을 하지 못하였고 7월 강원 FC로 임대 이적하였다.
2015년 2월 6일 부천 FC 1995로 이적이 발표되었다.